# PTE Szentágothai János Kutatóközpont
A Szentágothai János Kutatóközpont a Pécsi Tudományegyetem tudományos zászlóshajója és kiválósági központja, amely a kutatás-fejlesztési és innovációs tevékenységek számára egyedülálló kutatói szakmai közösséget, magas színvonalú, modern műszer- és tudáshátteret, valamint korszerű laboratóriumokat biztosít.
A kutatási infrastruktúra hatékony működtetése és fejlesztése érdekében kutatást támogató laboratóriumokat (Core Facility-ket) alakítottak ki, melyek jelentős tudományos és innovációs potenciált és kollaborációs lehetőséget hordoznak magukban.  
Az SzKK-ban 19 kutatócsoport több, mint 200 kutatója dolgozik, ezen felül több társult tag és centrum is része a szakmai közösségnek. 2020 szeptembere óta pedig két Nemzeti Laboratórium is helyet kapott a pécsi kutatóközpontban.

### Kutatócsoportjai

#### Idegtudományi klaszter
- Molekuláris Neuroendokrinológiai Kutatócsoport Archiválva 2021. június 24-i dátummal a Wayback Machine-ben
- Molekuláris Farmakológia Kutatócsoport Archiválva 2021. június 24-i dátummal a Wayback Machine-ben
- Neurotrauma Kutatócsoport
- Retinális Neurobiológia Kutatócsoport
- Strukturális Neurobiológia Kutatócsoport
- Transzlációs Idegtudományi Kutatócsoport